# Comuna Vaskivciîkî, Krasîliv
Vaskivciîkî (în ucraineană Васьківчики) este o comună în raionul Krasîliv, regiunea Hmelnîțkîi, Ucraina, formată din satele Vaskivciîkî (reședința) și Zelena.

## Demografie
Componența lingvistică a comunei Vaskivciîkî
     Ucraineană (99,38%)
     Alte limbi (0,63%)
Conform recensământului din 2001, majoritatea populației comunei Vaskivciîkî era vorbitoare de ucraineană (99,38%), existând în minoritate și vorbitori de alte limbi.